# 格蘭奇霍爾 (伊利諾伊州萊克縣)
格蘭奇霍爾（英語：Grange Hall）是位於美國伊利諾伊州萊克縣的一個非建制地區。該地的面積和人口皆未知。

## 地理
格蘭奇霍爾的座標為42°21′50″N 87°57′48″W / 42.36389°N 87.96333°W，而該地的平均海拔高度為231米（即758英尺）。